# 玉ノ井駅
玉ノ井駅（たまのいえき）は、愛知県一宮市木曽川町玉ノ井にある名古屋鉄道尾西線の駅である。駅番号はBS24。尾西線の終点。

## 歴史
- 1914年（大正3年）8月4日 - 新一宮（現・名鉄一宮） - 木曽川橋間開通時に駅開業[1]。
- 1944年（昭和19年）3月21日 - 奥町 - 木曽川港間休止に伴い営業休止[1]。
- 1951年（昭和26年）12月28日 - 奥町 - 当駅間営業再開[1]。このときから終着駅となる。無人化された時期は不明[1]。
- 1959年（昭和34年）11月25日 - 休止中の当駅 - 木曽川港間が廃止、正式に終点駅となる。
- 1962年（昭和37年）度 - 貨物営業廃止[2]。
- 2007年（平成19年）8月8日 - トランパス導入。
- 2011年（平成23年）2月11日 - ICカードmanaca導入。
- 2012年（平成24年）2月29日 - トランパス供用終了。

## 駅構造
単式ホーム1面1線を有する地上駅。終着駅であるが、駅員は配置されていない無人駅である。以前は駅前の八百広商店で乗車券（硬券）の委託販売を行っていたが、2007年8月のトランパス対応化に先立ち、同年6月25日をもって委託販売を終了している。
現在の駅舎はトランパス対応時に新設された。先代駅舎はそれ以前に撤去済みで、現駅舎新設によって駅舎が復活するまではホームのみとなっていた。駅舎内には自動改札機、自動券売機が設置されている。
| 路線                          | 行先         |
| ----------------------------- | ------------ |
| BS 尾西線（名鉄一宮〜玉ノ井） | 名鉄一宮ゆき |

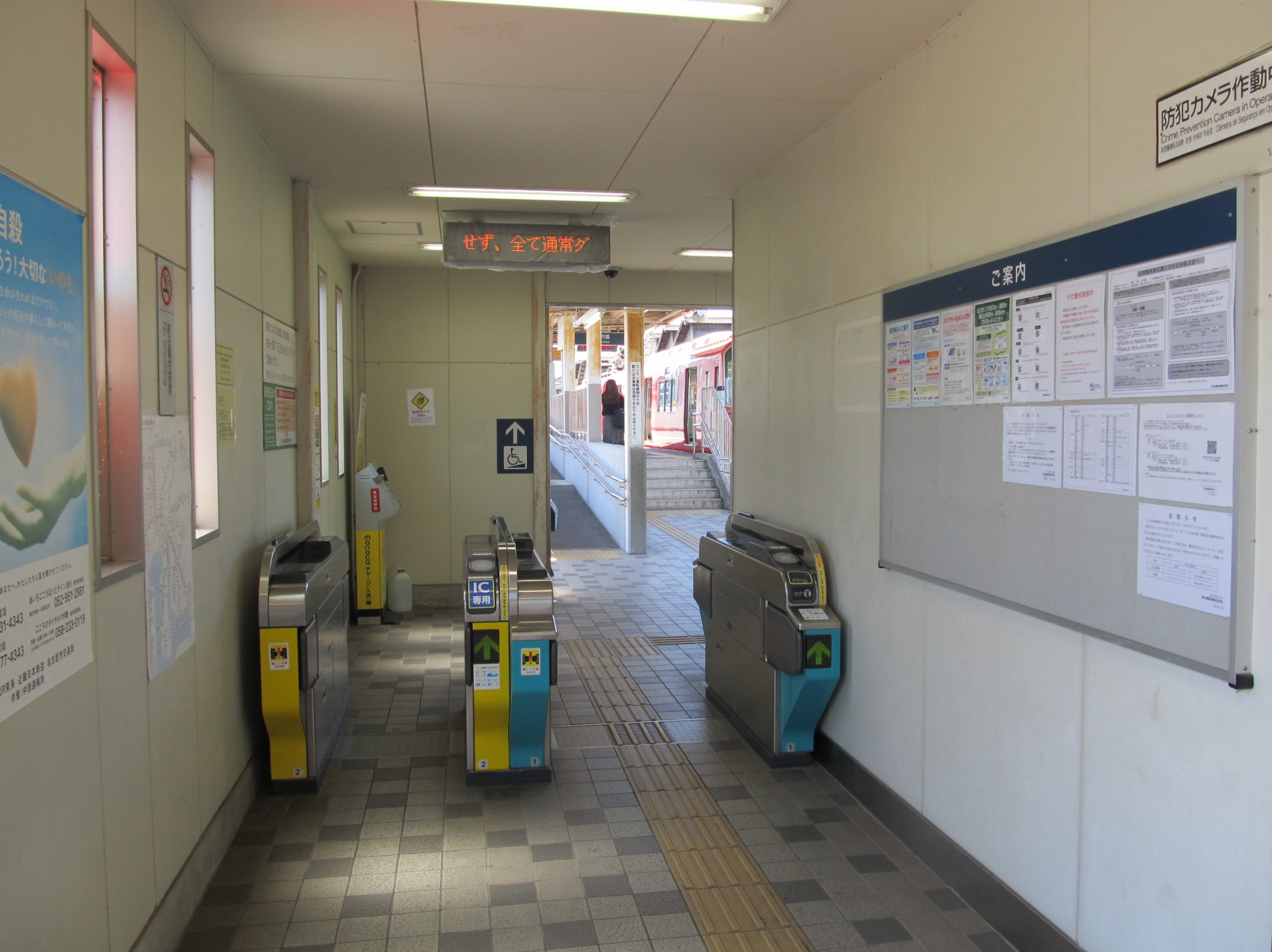
改札口
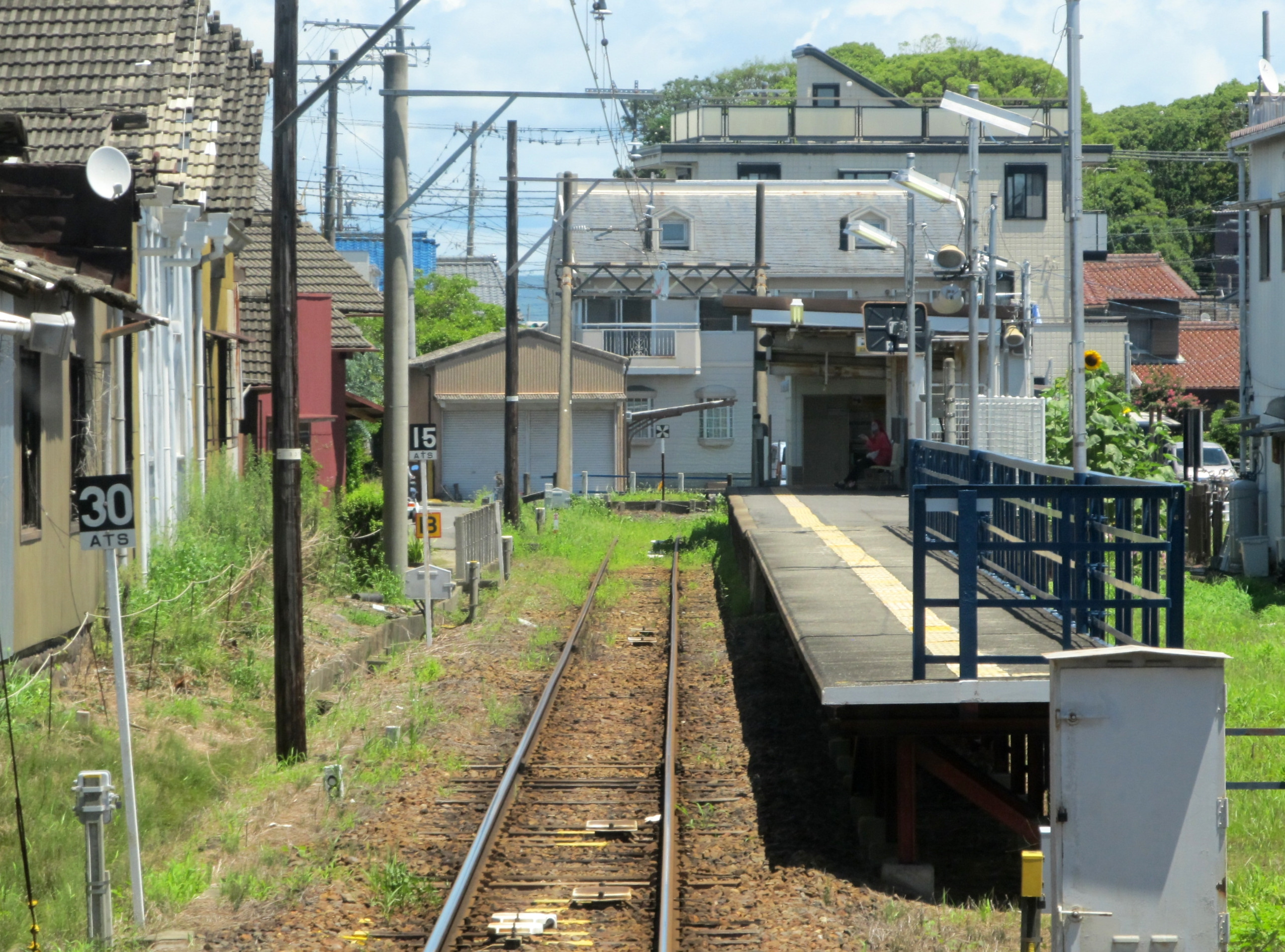
ホーム
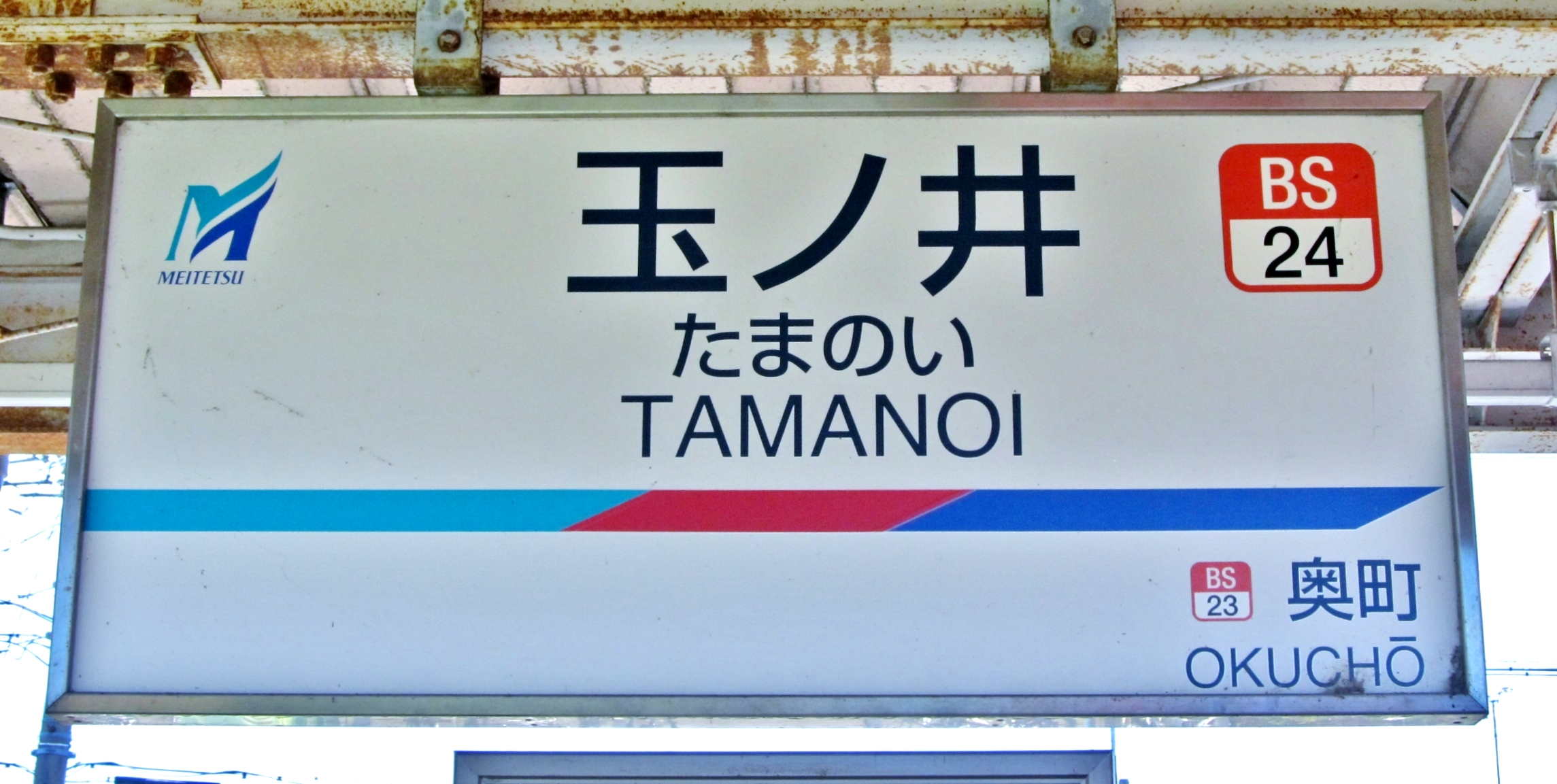
駅名標

### 配線図
|            | 玉ノ井駅 構内配線略図 | → 一宮方面 |
| 凡例 出典: |                       |            |

## 利用状況
- 「移動等円滑化取組報告書」によると、2020年度の1日平均乗降人員は1,428人であった[8]。
- 『名鉄120年：近20年のあゆみ』によると2013年度当時の1日平均乗降人員は1,544人であり、この値は名鉄全駅（275駅）中194位、尾西線（22駅）中11位であった[9]。
- 『名古屋鉄道百年史』によると1992年度当時の1日平均乗降人員は1,318人であり、この値は岐阜市内線均一運賃区間内各駅（岐阜市内線・田神線・美濃町線徹明町駅 - 琴塚駅間）を除く名鉄全駅（342駅）中202位、尾西線（23駅）中12位であった[10]。
- 『愛知統計年鑑』によると2010年度の1日平均乗車人員は731人である。

## 駅周辺
周辺は住宅地である。
- 賀茂神社 - 北東500m。ここに史跡「玉井（）」がある。
- 一宮市循環バス「i-バス」 木曽川・北方コース「玉ノ井駅東」、「賀茂神社北」バス停
- 木曽川玉井郵便局
- 木曽川緑地公園
- 尾濃大橋（岐阜県道・愛知県道193号大垣江南線の木曽川に架かる橋）

## 隣の駅
名古屋鉄道
BS 尾西線（名鉄一宮〜玉ノ井）
奥町駅（BS23） - 玉ノ井駅（BS24）